# Carex vallicola
Espèce
Classification phylogénétique
Carex vallicola est une espèce de plantes du genre Carex et de la famille des Cyperaceae.